# Союз (космически кораб)
Вижте пояснителната страница за други значения на Союз.
Союз са поредица от космически кораби проектирани от Сергей Корольов за съветската космическа програма. Союз е заместник на космически кораб Восход и първоначално е замислен като част от съветската програма за пращане на космонавти на Луната. Първият безпилотен полет е на 28 ноември, 1966 г. Първият пилотиран полет е на 23 април 1967.
Ракета-носител е Союз като част от програмата Союз и участие в по-късните полети на програма Зонд. По-късно е използван за превоз на космонавти до станциите Салют и орбитална станция Мир, а сега се използва за обслужване на Международната космическа станция.
Корабът все още е функциониращ и е направил повече пилотирани полети от всеки друг кораб. В днешно време Союз се смята за най-безопасната и евтина космическа система за извеждане на хора в космоса, което е доказано с несравнимия му по дължина период на експлоатация.
Космически кораб Союз ще бъде заменен от все още разработвания кораб Перспективна пилотируема транспортна система предвиден за превоз на шест членен екипаж.

## Конструкция
Корабът е с маса от 6,45 до 6,65 тона. Състои се от три части:
- орбитална секция
- спускаем апарат
- приборно-агрегатна секция с оборудване и двигателна система (два двигателя с тяга по 400 кг всеки)

В спускаемия апарат са разположени креслата на космонавтите, пулт за управление на космическия кораб, системи за управление на спускането, за радиовръзка, осигуряване на жизнената дейност и др. Снабден е с няколко двигателя за управление на спускането и с твърдогоривен (барутен) двигател за меко кацане.
Космонавтите излитат и се приземяват в спускаемия апарат – малка капсула с ограничени ресурси, но с дебел топлозащитен екран, издържащ на високите температури при навлизането в атмосферата и погасяването на високата скорост. Спускаемият апарат има страничен херметичен люк, през който космонавтите влизат в кораба на стартовата площадка.
След излизане на околоземна орбита те отварят друг херметичен люк към орбиталната секция на Союз и преминават в нея. Това е много по-голямо помещение със сферична форма. На противоположния край на орбиталната секция има още един люк със стиковъчно устройство. През него космонавтите преминават в космическата станция Салют след скачване с нея.
При завръщане на Земята те се прибират в спускаемия апарат. Привързват се към креслата си. Орбиталната секция се отделя от спускаемия апарат и изгаря в атмосферата. Отделя се и приборно-агрегатната секция.
На височина около 4 – 6 км над земята се отваря главният парашут на спускаемия апарат. Близо до земната повърхност се задейства твърдогоривният двигател за меко кацане.